# أندرو جيبس
أندرو جيبس (بالإنجليزية: Andrew Gibbs)‏ هو لاعب اتحاد الرغبي بريطاني، ولد في 20 مارس 1972.